# Ушиця (річка)
У́шиця — річка в Україні, в межах Хмельницького та Кам'янець-Подільського районів Хмельницької області. Ліва притока Дністра (басейн Чорного моря).

## Опис
Довжина 122 км. Площа водозбірного басейну 1 420 км². Похил річки 2 м/км. Долина V-подібна, завширшки 200—2 000 м. У середній і нижній частині пливе глибокою і вузькою (0,3—1,3 км), місцями каньйоноподібною долиною; має багато перекатів і порогів. Заплава завширшки 100—500 м. Річище звивисте, завширшки 10—30 м, завглибшки 0,3—0,5 м. Стік річки зарегульований численними ставками. Використовується для водопостачання, зрошування, рибництва, розведення водоплаваючої птиці. 
Багатою є іхтіофауна Ушиці, адже до неї особливо під час нересту заходять косяки риб з Дністра. Після нересту частина їх повертається у Дністер. В басейні річки мешкає близько 8 видів земноводних і 9 видів плазунів. Різноманітне тут і птаство. Є близько 35 видів ссавців. 
У басейні Ушиці розташовані кілька природоохоронних об'єктів Хмельницької області — буковий ліс в «Городоцькій Дачі» Миньковецького лісництва, Миньковецький дендропарк, урочище «Зарудка зелена» Миньковецького лісництва. На правому березі Ушиці в селі Сокілець розташована геологічна пам'ятка природи «Соколівський розріз канилівської серії верхнього докембрію» площею 1,5 га, створена у 1982 р.

## Розташування
Бере свій початок в лісі, біля села Підлісний Олексинець, звідки витікає на південь, в сторону села Пільний Олексинець. Тече спершу на південний схід і схід, далі — переважно на південь. Впадає до Дністра на схід від с Стара Ушиця. 
Ушиця протікає через такі населені пункти: в Хмельницькому районі (Підлісний Олексинець, Пільний Олексинець, Нове Село, Томашівка, Соколівка, Сутківці, Борбухи, Баранівка, Корначівка, Адамівка, Зіньків, Великий Олександрів), у Кам'янець-Подільському районі (Джуржівка, Кружківці, Тимків, Велика Кужелева, Миньківці, Сокілець, Гута-Чугорська, Чабанівка, Стара Ушиця).

## Притоки
Мала Ушиця, Ушка, Безіменна, Жванчик (праві); Самець, Прут, Вовчок, Безіменна, Безіменна, Грим'ячка, Глибочок, Голова (ліві).
Побуянка — права притока у Дунаєвецькому районі Хмельницької області. Довжина річки 11 км., похил річки — 10 м/км, площа басейну 48,2 км².
Бере початок на північному сході від Держанівки. Тече переважно на південний схід і впадає в Ушицю у Кружківцях. Населені пункти вздовж берегової смуги: Сивороги, Мала Побіянка, Городиська. У XIX столітті на річці існувало багато водяних млинів
Руда - права притока у Солобковецькій сільській громаді, бере початок у селі Солобківці, тече на південний схід через села Тарасівка та Андріївка і впадає в Ушицю у селі Проскурівка.
Студенка - ліва притока у Ярмолинецькій громаді. Довжина річки 10 км. Площа басейну 27,4 км². Бере початок на північно-західній околиці Вербки. Тече переважно на південний захід через Вербку-Муровану і впадає в Ушицю.